# Ten Mile Lake
Ten Mile Lake är en sjö i Kanada.   Den ligger i provinsen Newfoundland och Labrador, i den östra delen av landet, 1 500 km öster om huvudstaden Ottawa. Ten Mile Lake ligger 52 meter över havet.
Trakten runt Ten Mile Lake är nära nog obefolkad, med mindre än två invånare per kvadratkilometer.